# Пецель, Срджан
Срджан Пецель (серб. Srđan Pecelj; род. 12 марта 1975 года) — югославский и боснийский футболист, центральный защитник сборной Боснии и Герцеговины в 2001 году.

## Клубная карьера
Пецель начал свою карьеру играл в юношеской команде «Вележа», за который он играл во взрослой команде в сезоне 1991-92. Затем он переехал в столицу, чтобы играть за «Црвену Звезду». Но, не получая игровой практики, в следующем сезоне он перебрался в другой клуб из Белграда, «Железник». В 1994 году Пецель сделал большой шаг вперед, перейдя в «Барселону», но он смог закрепиться лишь в резервной команде испанского суперклуба. Тогда он вернулся в Югославию, где отыграл по два сезона за «Црвену Звезду» и «Чукарички». Затем он переехал в Грецию, чтобы отыграть два года за «Панилиакос». В 2001 году Пецель отыграл один сезон в российском «Соколе» из Саратова, после чего переехал в Японию, в Симидзу С-Палс. Далее он перебрался в хорватский «Интер» из Запрешича, а затем в австрийский клуб «Адмира Ваккер Мёдлинг». Вторую половину сезона 2007-08 он провел в «Швадорфе», а с лета 2008 года вновь играл за «Интер Запрешич»
. После двух сезонов он переехал в «Новалю», а завершил карьеру в словенском «Рударе».

## Личная жизнь
Его брат — Милян Пецель также футболист, большую часть карьеры проведший в чемпионатах Боснии и Герцеговины и Хорватии.

## Международная карьера
Пецель сыграл 5 матчей за национальную команду Боснии и Герцеговины в 2001 году.